# Cratichneumon acronictae
Cratichneumon acronictae là một loài tò vò trong họ Ichneumonidae.